# Andrej Grabrovec
Andrej Grabrovec (pseudonim Gaberi, Maribor, 26. svibnja 1959., slovenski kipar
Rođen je 1959. godine u Mariboru, gdje je pohađao srednju školu, a 1985. je diplomirao na Visokoj tehničkoj školi građevinarstva. Kao dizajner je bio zaposlen u projektnom uredu. U suradnji s projektnim istraživačkim odjeljenjem na Visokoj tehničkoj školi u Mariboru u klasi prof. Boruta Pečenka i inž. Vukašina Ačanskog radi na konceptualno uokvirenim projektima, crtanju planova i proizvoda različitih modela za "Forma Viva" u betonu. U to vrijeme počinje i dugoročna suradnja sa Ljevaonicom likovnih umjetnosti kod Akademije likovnih umjetnosti u Zagrebu, gdje u suradnji s njezinim profesorima savladava kiparske tehnike. Godine 1990., opredjeljuje se  za samostalan rad. U  svom ateljeu započinje obrađivati velike plastike iz gline i gipsa. Godine 1993. utemeljuje  građansku inicijativu Harfističini stol. Od 2001. do 2007. godine, izdaje  mjesečnik, novine za nove međuljudske odnose u trećem tisućljeću pod imenom "ga BERI", gdje  također objavljuje kratke refleksije o svojim pogledima na društvene odnose. Godine 2005. postavljena je njegova skulpturalna kompozicija MOST  pred novim Jagielonskim sveučilištem, čime  započinje rad na novom  zajedničkom projektu starih europskih sveučilišta pod nazivom Evropski sveučilišni mostovi. Živi i radi u Ljubljani, Mariboru i Zagrebu.

## Radovi
Crtanje planova, izrada kiparskih radova skulpturalne kompozicije za javne površine. Kod toga povezuje znanja sa područja inženjerstva, matematike, dizajna u većim dimenzijama. U svom ateljeu u Mariboru i Zagrebu obrađuje velike kompozicije u glini, gipsu i drvetu te  ih lijeva u spomenutoj Ljevaonici likovnih umjetnina  u Zagrebu. U suradnji sa starim europskim sveučilištima stvara nove instalacije javne skulpture. Osnovni motiv koji se ponavlja u njegovom radu je lik žene. Kao majstor borilačkih vještina produbljeno ispituje kretanje i držanje tijela u odnosu na mudrost dalekog istoka. U galeriji u Mariboru organizira okrugle stolove, svečane sjednice Harfističinoga društva, izložbe i koncerte.

## Projekti
- 1993 građanska inicijativa "Harfistički sto"
- 2000 umjetnički projekt "Evropski sveučilišni mostovi"
- 2001 novine gaBERI
- 2018 film Skulptura Gaberi

## Javni natječaji
- 1989 Maribor ( Slovenija ), za spomenik biskupu Antonu Martinu Slomšeku
- 1990. Zagreb ( Hrvatska ), za spomenik Miroslavu Krleži
- 2004 Poreč (Hrvatska), za fontanu u Poreču
- 2017 Graz ( Austrija ), za javno postavljanje skulpture

## Javni izgledi
- 1992. Graz (Austrija), "Sleeping Muse 1"
- 1993 izradio je veliku plastiku Pad raspeća za Razkrižje
- 1993 Ljubljana (Slovenija), "Uspavana muza 2" u prostorijama slovenske vlade
- 1994 Maribor (Slovenija) spomenik knezu Koclu
- 1995 Zagreb (Hrvatska), bista Miroslava Krleže
- 1996 Maribor (Slovenija) skulpturalni  sastav "Dravske vile"
- 1997 Maribor (Slovenija), fontana "Ples vila".
- 2000 Prag ( Češka ), skulptura "Muze Praga" ispred Karlovog sveučilišta
- 2001 Beč (Austrija), "Rektorska stolica" na Tehničkom sveučilištu u Beču
- 2002 Beč (Austrija), reljef "Portret Europe" u Parku Europe
- 2004 Maribor (Slovenija), skulptura "Temida i Diki" na Pravnom fakultetu u Mariboru
- 2005. Krakow ( Poljska ), "Most" ispred novog Jagiellonskog sveučilišta
- 2006 Ljubljana (Slovenija) vodena skulptura "Majka Zemlja" BTC
- 2007 Vilnius ( Litva ), skulpturalni  sastav "Omega" u okviru Sveučilišta u Vilniusu
- 2007 Novigrad, Istra (Hrvatska), skulptura "Mala sirena"
- 2007 Zadar (Hrvatska), "Križari za Hrvatsku"
- 2008 Ljubljana (Slovenija), reljef "San Ivanjske noći"
- U studiju je 2008. napravio velika Rajska vrata
- Godine 2008 u ateljeu je izradio veliki reljef Pieta
- 2009 Ljubljana (Slovenija) reljef "Anđeli lijepo pjevaju"
- 2012 Maribor, EPK (Slovenija), postavljanje kapele univerzalne ljubavi
- 2013 Budimpešta ( Mađarska ), skulpturalni  sastav Historica ispred Korvinovog sveučilišta
- 2014 Novigrad (Hrvatska), postavljanje brončane skulpture "Mala sirena"
- 2015 Ljubljana (Slovenija), skulpturalni  sastav "Siddhartha" BTC
- 2017 Ljubljana (Slovenija), skulptura "Nimfe Rajne" BTC
- 2018 Maribor (Slovenija), skulpturalni  sastav "European University Bridges" u Alma Mater Europaea
- 2018 Graz (Austrija), reljef "Ples radosti"
- 2021 Ljubljana (Slovenija), postavljanje javne brončane skulpture "Okovana nimfa balerina" u kružnom toku BTC Ljubljana
- 2021. Lenart u Slovenskim goricam (Slovenija), postavljanje sveslovenskog spomen obilježja „Stup državnosti s slovenskom muzom pjesme“ uz 30. obljetnicu osamostaljenja Slovenije.
- 2021 Maribor (Slovenija), stalni postav kiparske zbirke "Ženska slika u javnom europskom prostoru" na površini od 450 m2 u Mariboru

## Izložbe

### Samostalne izložbe
- 1989 Maribor (Slovenija), Sveučilišna knjižnica Maribor
- 1990 Varaždin (Hrvatska), izložbeni centar Vama
- 1992 Graz (Austrija), Galerija Otto Hase
- 1993 Ljubljana (Slovenija), Vlada Republike Slovenije
- 1993 Ljubljana (Slovenija), Nova Ljubljanska banka
- 1996 Zagreb (Hrvatska), Muzej Mimara u Zagrebu
- 2001 Beč (Austrija), galerija Korotan Beč
- 2017 Zagreb (Hrvatska), Muzej Mimara
- 2019 Rogaška Slatina (Slovenija), Galerija Nina

### Skupne izložbe
- 2017 Pariz ( Francuska ), Grand Palais - dobitnik nagrade MENTION
- 2019 Pariz (Francuska), Grand Palais - dobitnik nagrade Arthur Leduc koju dodjeljuje Savez likovnih umjetnika Francuske
- 2020 Pariz (Francuska), Grand Palais

## Kritika
- 1992 Wilhelm Steinbuk direktor Museum Graz
- 1993 Aleksander Bassin, povjesničar umjetnost, Mestne galerije v Ljubljani
- 1994 Sergej Vrišer, povjesničar umjetnosti
- 1997 Maja Vetrih, povjesničar umjetnosti
- 1999 Damjan Prelovšek, povjesničar umjetnosti
- 2003 Oswald Miedl, Akademija likovnih umjetnosti Univerze v Passau
- 2003 Richard Vakaj, Akademija likovnih umjetnosti Univerze na Dunaju
- 2006 Maja Vetrih, povjesničar umjetnosti
- 2007 Maja Vetrih, povjesničar umjetnosti
- 2008 Marjan Žnidarič, direktor Muzeja novejše zgodovine Slovenije
- 2008 Mario Berdič, umetnostni zgodovinar
- 2011 Attila Zsigmond, direktor galerije Budapest Galeria
- 2017 Damjan Prelovšek, umetnostni zgodovinar
- 2019 Polona Tratnik, redna profesorica
- 2019 Iz roda v rod, Radio Maribor
- 2021 predstavitev v Monografiji društva likovnih umetnikov Maribor ob 100. obletnici društva DLUM